# 島原市営球場
島原市営球場（しまばらしえいきゅうじょう）は、長崎県島原市にある野球場。施設は島原市が所有し、財団法人島原市教育文化振興事業団が運営管理を行っている。

## 歴史
1952年開場、島原半島唯一の本格的野球場として利用されてきた。開場の1952年には西鉄ライオンズ（現-埼玉西武ライオンズ）が公式戦を開催した。また、1954年から1978年オフにライオンズが所沢に移転するまで、ライオンズの島原キャンプのメイン球場として使用されてきた。2002年、球場入口には西鉄ライオンズOB会によってキャンプ地記念碑が建てられた。
現在ではウエスタンリーグ公式戦や高校野球の長崎県予選の会場等で使用されている。
2007年、約3,380万円をかけて改修された。
四国・九州アイランドリーグに所属していた長崎セインツは、リーグに加入した2008年のシーズンに公式戦2試合を当球場で開催したが、2009年と2010年は開催がなかった。

## プロ野球公式戦開催実績
- 1952年8月13日 西鉄ライオンズ 4-3 阪急ブレーブス 観衆:10,000人

## 施設概要
- 両翼：90m、中堅：120m
- 内野：土、外野：天然芝
- スコアボード：
- 収容人員：10,000人

## 交通
- 島原鉄道霊丘公園体育館駅から徒歩25分